# キンバリー・ジェイド
キンバリー・ジェイド（Kimberly Jade、カリフォルニア州カールズバッド出身、1967年※2月6日 - ）は、アメリカ合衆国のポルノ女優。

## 来歴
ジェイドは南カリフォルニアで生まれ育った。学生時代は優等生で競泳選手であった。販売外交員やリサイクル・コーディネーター、更にヌード・ダンサーの仕事を経て、1996年6月にジム・サウスのワールド・モデリング・エージェンシーの求人広告に応募してポルノ映画界に入り、29歳という比較的高い年齢で映画『More Dirty Debutantes 57』によりハードコアデビューを果たした。
ジェイドは元々競泳選手でもあった上、奔放なストリッパーとして夜の大半を踊ることに費やしていた結果、非常に均整のとれた肉体を手に入れる事ができた。優美な引き締った臀部と釣り合いのとれた張りのある乳房を持っていた。彼女は直ぐに月に数本の作品に出演する売れっ子になり、タフなセックス・パフォーマーとしての評価を得た。しかし彼女の経歴は長くは続かなかった。

## HIV
ジェイドは1997年初めにHIV陽性の疑いがあると判定された。同年4月にジョーダン・マックナイトが陽性を示したHIV ELIZAテストでは陰性の結果だったため、仕事に復帰してストリップ・クラブ出演のためペースダウンするまで100本近い映画に出演した。1998年1月のELIZAテストでも陰性だったが、1998年5月に最初のRC-PCR DNAテストで再びHIV陽性と判定され、何度かテストが繰り返されたが全て結果は陽性で同年のポルノ業界における5人目の犠牲者となった。彼女のポルノ女優としての経歴は、その時点で終わりを迎えた。
マーク・ウォーリスがHIV陰性の証明書を偽造して、ジェイドを含む数人の女優に故意に感染させたという噂が流れたがウォーリスは否定している。（実際は当時の検査（ELISA HIV抗体テスト）の精度に問題があったと考えられている）報道によればAdult Industry Medical Health Care Foundationのシャロン・ミッチェルは実際にはジェイドはウォーリスと接触していないと語っているが、ジェイド本人はウォーリスと無防備なアナルセックスを行なった事を認めている。ミッチェルは同記事でELIZAテストの不確かさについても言及し、27日毎にRC-PCRテストを行なう必要があると説いている。ブルック・アシュレイによる訴訟も含む、この一連の騒動は業界に検査方法の改正を決定させるきっかけとなった。